# Les Voies impénétrables
Pour plus de détails, voir Fiche technique et Distribution.
Les Voies impénétrables est un téléfilm de 90 minutes réalisé par Noémie Saglio et Maxime Govare, diffusée à partir du 26 juin 2012 sur Canal+.

## Fiche technique
- Production : Gilles Galud pour La Parisienne d'Images et Bruno Gaccio pour La Fabrique
- Réalisation et scénario : Noémie Saglio et Maxime Govare
- Durée : 90 min
- Pays : France
- Diffuseur : Canal+

## Distribution
- Marie-Christine Adam : Mère Yvonne
- Marie Kremer : Sœur Léa
- Jenny Mutela : Sœur Umène
- Armelle : Sœur Caroline
- Cécile Boland : Sœur Clothilde
- François Levantal : L'évêque
- Patrick Bouchitey : Père Auberger
- Éric Naggar : Le pape